# Presses universitaires de France
Університетське видавництво Франції (фр. Presses universitaires de France, скор.: PUF) — найбільше університетське видавництво країни. Засноване в Парижі 1921 року. Спеціалізується на публікації підручників та наукових журналів.

## Короткий опис
1934 року об'єдналося з видавництвами «Félix Alcan» (література з філософії), «Leroux» (література з історії) та «Rieder» (літературознавство). 2000 року видавництво внаслідок фінансових труднощів було змушене закрити свою книгарню в Парижі.
Найвідомішою серією видавництва є «Que sais-je ?». Серію було засновано 1941 року Полем Ангульваном. Ідея полягала в тому, щоб охопити серією якомога більше тем й представити їх в компактному й зрозумілому викладі. Авторами переважно виступали провідні фахівці з відповідних тем. Видання виходять кишенькового формату, мають 128 сторінок та досить низьку ціну. Серія мала величезний успіх й до тепер вже видано більше 3800 томів загальним накладом 200 млн примірників. Окремі томи серії було перекладено 43 мовами світу. Інші видавництва у Франції та за кордоном стали наслідувати серію «Que sais-je ?», сподіваючись на аналогічний видавничий успіх. Іншою відомою серією видавництва є серія «Квадрига» (Le Quadrige), в якій публікуються класичні тексти видатних науковців (часто з детальними коментарями).